# Tendai Mtawarira
Tendai Nihal "Beast" Mtawarira (Harare, Zimbabue; 1 de agosto de 1985) es un exjugador de rugby sudafricano nacido en Zimbabue. Mtawarira, un pilar, es conocido cariñosamente por amigos y fanes como "The Beast", "La bestia".

## Trayectoria deportiva
Mtawarira fue seleccionado como parte del equipo de rugby nacional de Sudáfrica e hizo su debut jugando contra Gales en un test match el 14 de junio de 2008. A la semana siguiente, el 21 de junio de 2008, Mtawarira marcó un ensayo contra Italia así como ganando el premio al "Hombre del partido".
Ha de destacarse que, a pesar de vivir en Sudáfrica y representar a este país internacionalmente, Mtawarira fue nacional de Zimbabue hasta finales de junio de 2010; calificó por Sudáfrica por la residencia de tres años, como se permite por las normas del International Rugby Board. Aunque Mtawarira era totalmente elegible para jugar con Sudáfrica bajo las normas de IRB, su ciudadanía zimbabueña fue un problema en 2009 y 2010. 
Fue entonces seleccionado para los Springbok y al principio recibió un tiempo de juego limitado. Más tarde tuvo la oportunidad de ser reserva durante un test contra los Wallabies en Perth. 
Ha sido elegido para jugar con Sudáfrica en la Copa Mundial de Rugby de 2015.
Mtawarira fue nombrada en el equipo de Sudáfrica para la Copa Mundial de Rugby de 2019. Sudáfrica ganó el torneo y derrotó a Inglaterra en la final. 
Además de sus 117 caps, Mtawarira ha jugado partidos no oficiales para los Springboks contra Barbarians en 2010 y 2016, y contra un XV del Mundo en 2014 y 2015. También ha jugado para los Barbarians.
Mtawarira también tiene el récord de más partidos del Super Rugby de un sudafricano con 160 caps.

#### Participaciones en Copas del Mundo
| Mundial                       | Sede          | Resultado        | PJ | Tries |
| ----------------------------- | ------------- | ---------------- | -- | ----- |
| Copa Mundial de Rugby de 2011 | Nueva Zelanda | Cuartos de final | 4  | 1     |
| Copa Mundial de Rugby de 2015 | Inglaterra    | Tercer puesto    | 7  | 0     |
| Copa Mundial de Rugby de 2019 | Japón         | Campeón          | 6  | 0     |

## Palmarés y distinciones notables
- Rugby Championship: 2009 y Rugby Championship 2019[3]
- Seleccionado para jugar con los Barbarians
- Copa Mundial de Rugby de 2019[4]